# Полька Сяккіярві
Полька Сяккійярвен (фін. Säkkijärven polkka) — популярна фінська полька для трьох акордеонів. Її коріння походить від трьох народних мелодій із селища Сяккіярві (тепер Кондратьєво, Ленінградська обл.). Уперше полька була розтиражована платівками норвезько-американського гармоніста Віллі Ларсена у 1928 р., але по-справжньому відомою стала завдяки платівкам Вільйо Вестерінена і Лассе Піхлаямаа.

## Полька Сяккійярвен під часРадянсько-фінської війни
Під час Радянсько-фінської війни полька Сяккійярвен буквально врятувала місто Виборг. 25 червня 1941 р. між СРСР і Фінляндією була оголошена війна. Перед тим як залишити Виборг, радянські військові замінували місто прихованими радіокерованими мінами, які планувалося підривати поступово, протягом кількох місяців, коли фіни займуть місто і розмістяться в ньому. Міни мали активуватися дистанційно: радіосигналом певної частоти.
Міни були розташовані в різних частинах міста. Декілька з них було підірвано. Через деякий час фінські сапери виявили ще декілька мін, які ще не вибухнули, і змогли їх дослідити завдяки захопленим радянським військовополоненим, які на допиті видали їх місцезнаходження. Для заглушення радіосигналу на підрив мін фінські сапери запустили пересувну радіостанцію, яка безперервно протягом трьох діб транслювала швидку музику таким чином, щоб радіосигнал не зміг активувати міни. Як фон заглушення фінські інженери обрали саме польку Сяккійярвен (завдяки її швидкому ритму).
Як інформаційне прикриття розмінування фінською пропагандою були запущені чутки про те, що між радянськими та фінськими фронтовими позиціями опинилась працююча радіостанція, яку неможливо відключити внаслідок безперервного бомбардування противником. Розмінування пройшло вдало, і велика кількість будівель Виборга вціліли.

## Подальша історія
Відомий фінський поет-пісняр Рейно Хелісмаа написав текст на мелодію польки. Пісню із його словами виконували Йорма Ікявалко, ансамбль «Kipparikvartetti», Еса Пакарінен та Еско Тойвонен (дуетом).